# 華納音樂 (台灣)
華納國際音樂股份有限公司（英語：Warner Music Taiwan Ltd.），其前身為飛碟唱片，是華納音樂集團（全球三大唱片公司之一）的台灣子公司，在台灣也是主要唱片公司之一。

## 沿革
台灣華納唱片的前身為飛碟唱片（成立於1982年12月1日）。1991年5月1日華納音樂集團來台合資，收購飛碟唱片的部分股權，並於1996年1月1日完全收購飛碟唱片，將飛碟唱片的品牌改為「華納飛碟有限公司」英語：，簡稱「華納飛碟」（英語：Warner UFO Taiwan），並更改其商標為華納音樂集團與飛碟唱片並列。由於原經營團隊於1995年因經營理念歧見紛紛離職、另行成立豐華唱片，華納飛碟在人事變動的混亂情況下，經營業績及市場佔有率在1997年中期一度陷入低迷不振，所屬歌手約滿後紛紛跳槽或不再續約，旗下一度呈現僅有鄭秀文及郭富城兩位指標性知名歌手的窘境。
- 1998年1月1日，前科藝年代總經理周建輝就職華納飛碟總經理，並開始進行華納飛碟的企業整頓。1999年1月1日，華納飛碟改名為「華納國際音樂股份有限公司」英語：（簡稱「華納唱片」），並更改其企業標誌為華納音樂集團企業標誌，原飛碟企業標誌正式走入歷史。
- 2000年，華納推出傾全力打造的新人孫燕姿，首張同名專輯市場銷售反應熱烈，隨後更陸續網羅那英、張惠妹、蔡健雅、費玉清、張菲、孫楠、嘻哈麻吉Machi (樂團)等知名歌手，華納唱片的業績及聲勢在唱片市場一片衰退不景氣的情況下逆勢止跌回升，重新成為台灣唱片市場的指標公司。後續進而有「華納天后宮」的美名稱號[2][3]。
- 2005至2008年，為喬傑立娛樂旗下組合5566、七朵花、183club發行唱片。新亞洲娛樂集團及大國大熊星娛樂旗下歌手唱片由華納音樂代理發行。
- 2006年，劉德華在台灣以其創立之映藝娛樂名義發行國語唱片。
- 2008年，科藝百代董事總經理陳澤杉辭職，回任華納音樂大中華區總裁。
- 2008年12月16日，蔡依林跟隨陳澤杉，簽約華納音樂[4]。
- 2009年華納音樂旗下組合5566、七朵花、183club，合約到期即時快速解散。
- 2010年，香港東亞唱片及華星唱片旗下歌手在台灣、星馬地區的代理發行已轉由華納音樂代理。
- 2011年，樂華娛樂旗下藝人在台灣由華納音樂代理發行。
- 2014年6月中旬，金牌大風被華納唱片收購，旗下歌手唱片發行合約以及外語唱片代理版權，包括曾被科藝百代收購的點將唱片發行的專輯版權，皆轉入台灣華納唱片。原金牌大風的YouTube官方頻道被更名為“藍色點唱機”[5]，並陸續發佈科藝百代、點將唱片及飛碟唱片時期的音樂影片。

## 旗下藝人[6]
| 男歌手 | 男歌手     | 男歌手   |
| ------ | ---------- | -------- |
| 蕭敬騰 | 李聖傑     | 金泰佑   |
| 陳柏銓 | Marz23     | TY.      |
| HOSEA  | Juice Boy  | 許書豪   |
| 廖柏雅 | 羅志祥     | 蕭煌奇   |
| ØZI    | 吳思賢     | 陳立農   |
| 蔡旻佑 | 邱勝翊     | 邱宇辰   |
| 女歌手 |            |          |
| 戴愛玲 | 蔡恩雨     | 李佳歡   |
| 阿布絲 | 張喬西     | 李芷婷   |
| 温嵐   | Karencici  | Dena     |
| 𝐘𝟑𝐍    | 林美秀     |          |
| 組合   |            |          |
| TRASH  | 獅子合唱團 | 原子邦妮 |
| FEniX  |            |          |

## 代理發行之藝人
| 男歌手                       | 男歌手                              | 男歌手                  |
| ---------------------------- | ----------------------------------- | ----------------------- |
| 魏晨 （威斯貝斯娛樂）        | 賴銘偉 （星光娛樂）                 | 趙傳 （旋風音樂）       |
| 林志穎 （世紀龍騰/娛人製造） | 周治平 （風花雪月音樂文化）         | 阿沁 （晴空未來音樂）   |
| 王傑 （王傑工作室）          | 張棟樑 （HEADLINE音樂）             | 尹彥凱 （星光娛樂）     |
| 周興哲 （星空飛騰國際娛樂）  | 周傳雄 （哈薩雅琪音樂/一起娛樂）    | 蔡徐坤 （聖臻文化）     |
| 周予天 （星空飛騰國際娛樂）  |                                     |                         |
| 女歌手                       |                                     |                         |
| 梁靜茹 （澤山音樂娛樂）      | 蕭亞軒 （軒亞國際娛樂/天地合娛樂）  | 李千娜 （劇樂蹦娛樂）   |
| 周思潔 （萊格悠國際文化）    | 傅健穎 （小品娛樂/Warner Chappell） | 李佳薇 （HEADLINE音樂） |
| 蔡依林 （凌時差音樂）        | 蔡秋鳳 （雲凱娛樂工作室）           | 李翊君 （艾迪昇傳播）   |
| 韓菲 （駿馬客工作室）        | 江美琪 （萬立達娛樂）               |                         |
| 組合                         |                                     |                         |
| FEniX （踢帕娛樂）           | 落日飛車 （夕陽音樂產業）           |                         |

日本 (包含代理發行)

## 外部連結
- 台灣華納音樂官方網站 （页面存档备份，存于）
- Warner Music Taiwan 華納音樂的Facebook專頁
- Warner Music Taiwan 華納音樂的Instagram帳戶
- Warner Music Taiwan JPOP的Facebook專頁
- Warner Music Taiwan KPOP的Facebook專頁
- Warner Music Taiwan 西洋的Facebook專頁
- YouTube上的華納音樂 Warner Music Taiwan頻道
- YouTube上的華納音樂西洋日韓頻道
- YouTube上的Timeless Music頻道
- 飛碟唱片出版目錄：1983～1991 （页面存档备份，存于）